# Љиљана Марковић
Љиљана Марковић (рођена 11. фебруара 1967) је бивша српска рукометашица и олимпијка. Играла је на Олимпијским играма 1988. када је репрезентација Југославије освојила четврто место. На Светском првенству 1990. освојила је сребрну медаљу, а на Медитеранским играма 1991. златну. Играла је за Напредак из Крушевца, Књаз Милош, Медицинар из Шапца...